# Paraseison annulatus
Paraseison annulatus is een soort in de taxonomische indeling van de raderdieren (Rotifera). 
Het dier behoort tot het geslacht Paraseison en behoort tot de familie Seisonidae. De wetenschappelijke naam van de soort werd voor het eerst geldig gepubliceerd in 1876 door Claus.